# 九巴情載80年

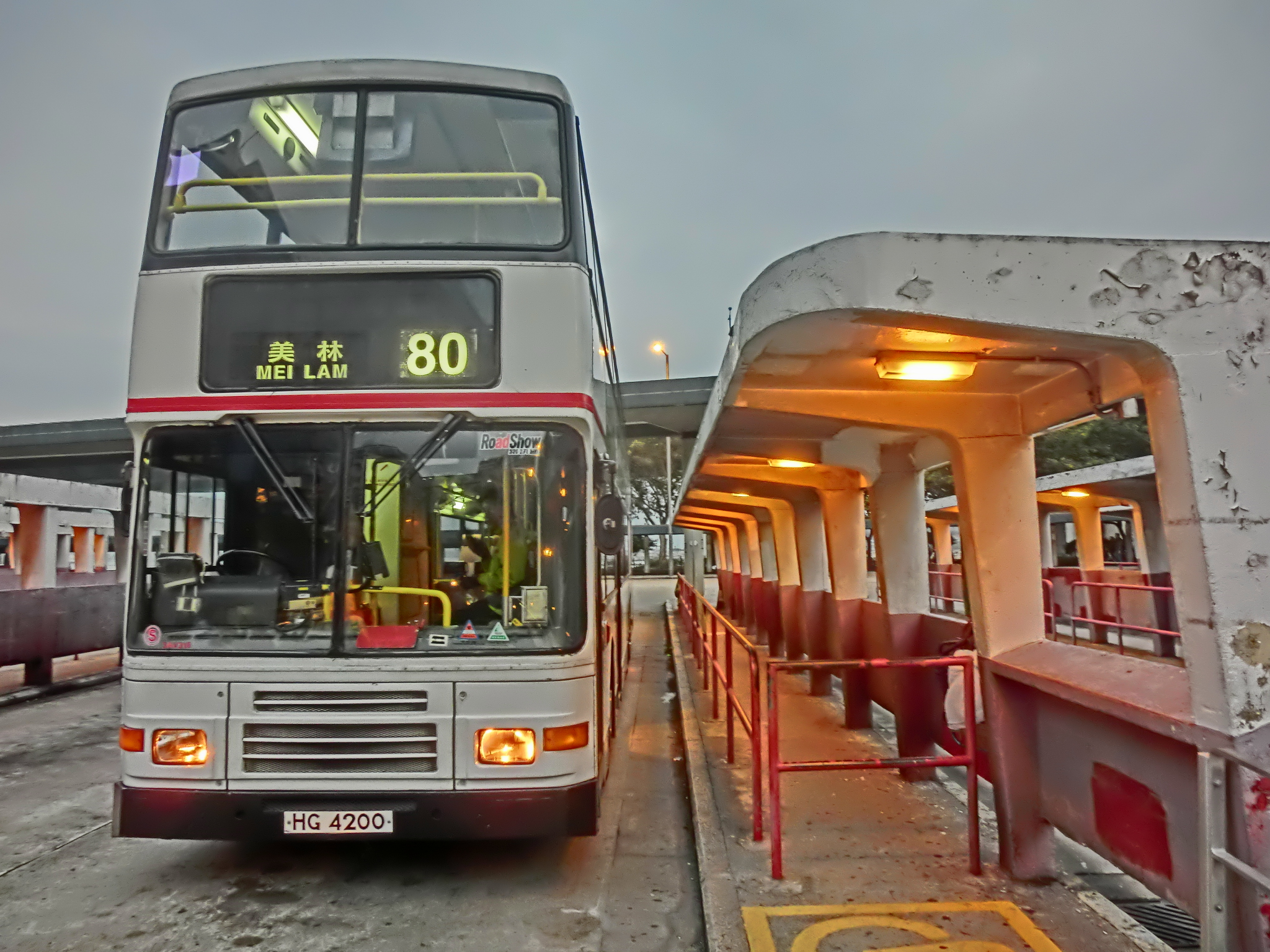
「九巴情載80年」與九龍巴士80線，相映成趣

九巴情載80年（英語：KMB 80th Anniversary），是指九巴於2013年為慶祝成立80週年而舉行的一連串慶祝活動。

## 全城大募集
2012年12月，九巴於其網站設立「全城大募集」活動，邀請市民捐出或借出與九巴相關的珍藏物品，例如車票、舊相片、舊制服、站牌等，有關物件收集後，於2013年9月25日舉行的《伴你同行：香港巴士故事》展覽中展出。
九巴擬向獲選展出的文物捐贈或借出者致送紀念品。有意捐贈或借出珍藏人士，可透過九巴網站提供文物資料。

## 五線全日通
2013年4月7日，九巴於2、6、68X、968及B1推行「五線假日通」（Five Route Holiday Day Pass）假日日票計劃，乘客以一張八達通卡購買後，可全日無限次乘坐該5條路線至尾班車。
直至2013年9月7日，九巴將五線假日通由只限公眾假期擴展至每天適用，並更名為五線全日通（Five Route Day Pass），原本貼上了「五線假日通」標誌的巴士站牌亦換成「五線全日通」，適用之路線則維持不變。

## 「定向80」挑戰賽
「定向80」挑戰賽（Amazing Bus Ride Challenge）是九巴為慶祝其八十週年而舉辦的定向比賽，於2013年4月13日舉行。比賽「以互動的方式與市民一起重溫九巴歷史，並讓參賽者以至普羅大眾認識九巴的專業服務」。
比賽將以屯門公路轉車站為起點，參加隊伍將於「九巴情載80年」仿古巴士前誓師，然後利用九巴龍運智能手機應用程式、不同巴士路線及巴士轉乘服務完成四項指定任務，包括尋找九巴歷史地標、九巴旅遊大使、綠色生活推廣及積極參與社區服務。比賽會以九巴沙田車廠作結，然後於九巴傑出車長選舉總決賽前頒發獎項。
六隊參賽隊伍包括由香港大學學生組成的「極速救護車」隊、香港城市大學數學系學生組成的「當118碰上劍尖時」、香港專業教育學院柴灣分校運動教練學學生組成的「柴九」、香港理工大學學生組成的「鯛魚」、由身兼九巴龍舟隊隊員之車長組成的「九巴鐵人隊」以及由巴士迷世界成員組成的「巴之閉」隊。
比賽最後由「極速救護車」隊伍勝出。

## 嘉年華暨傑出車長選舉總決賽
「九巴情載80年」嘉年華暨2013年九巴傑出車長選舉總決賽屬於九巴情載80年慶祝活動之一，於2013年4月13日（即九巴80週年正日）於沙田車廠舉行。
當天九巴亦推出四款巴士模型以及紀念品，供參加者於會場選購。
是次傑出車長選舉總決賽共有26,000人參與，為九巴歷年最多人參與的同類型活動。

## 復古車身廣告
九巴於2013年4月初率先在三輛富豪B9TL巴士貼上「九巴情載80年」全車身廣告，取材自九巴昔日曾使用的不同車身色彩，並加上「九巴情載80年」標誌。該三輛巴士於4月13日早上前往屯門公路轉車站，作為「定向80」仿古巴士誓師活動的佈景板，下午則前往參與九巴傑出車長選舉總決賽。
九巴在2013年4月12日出版的廣告特刊中指出該公司將於同年稍後時間為合共八輛配環保引擎的巴士披上各款八十年代車身色彩，所有巴士已於5月至6月期間分批上畫。
部份「復古」巴士（AVBWU54／PS9280、AVBWU252／RJ2681、AVBWU253／RJ2733、ATSE31／RV3531）曾經更改設計，例如加上仿舊式車隊編號、紅色底色車牌及調整貼於牌箱廣告設計等，令復古巴士更貼近當時的車身色彩。
九巴於2013年7月14日於九巴沙田車廠舉行「九巴80年 巴士迷世界大派對」時發佈新聞稿，表示該8輛「復古」巴士於7月15日全數調往歷史最久的2號線行走。
所有復古車身廣告的巴士在2014年1月上旬開始調回原有路線或者改為行走其他路線，而廣告亦於1月24日開始落畫。
| 「九巴情載80年」全車身廣告巴士資料 | 「九巴情載80年」全車身廣告巴士資料 | 「九巴情載80年」全車身廣告巴士資料 | 「九巴情載80年」全車身廣告巴士資料         | 「九巴情載80年」全車身廣告巴士資料                    |
| 車隊編號                           | 車牌號碼                           | 巴士型號                           | 模仿的車身色彩                             | 現況及備註                                            |
| ---------------------------------- | ---------------------------------- | ---------------------------------- | ------------------------------------------ | ----------------------------------------------------- |
| ATEU5                              | NX3426                             | Enviro500 12米                     | 冷氣版MCW Metrobus                         | 於2014年5月9日落畫 並換上亞洲航空全車身廣告           |
| ASU19                              | PC5322                             | 斯堪尼亞K310UD 12米                | 梅斯特斯平治O305樣版車ME1                  | 於2014年6月23日落畫 並換上金裝加營素全車身廣告        |
| AVBWU54                            | PS9280                             | 富豪B9TL 12米                      | 早期丹拿A型（中途曾作修改）                | 於2014年4月12日落畫 並換上「城市印象@連繫」全車身廣告 |
| AVBWU200                           | PZ8904                             | 富豪B9TL 12米                      | 富豪B10MD                                  | 於2014年7月21日落畫 並換上百達基金全車身廣告          |
| AVBWU252                           | RJ2681                             | 富豪B9TL 12米                      | 丹拿A型一人控制時代（中途曾作修改）        | 於2014年1月24日落畫 並換上精工表全車身廣告            |
| AVBWU253                           | RJ2733                             | 富豪B9TL 12米                      | AEC Regent 5「三劃黃」色彩（中途曾作修改） | 於2014年1月24日落畫 並換上精工表全車身廣告            |
| ATSE31                             | RV3531                             | Enviro400 10.5米                   | BACo利蘭珍寶「紅燈籠」色彩（中途曾作修改） | 於2014年6月25日落畫                                   |
| ATSE48                             | RW5779                             | Enviro400 10.5米                   | 丹尼士喝采／利蘭勝利二型空調版             | 於2014年4月3日落畫                                    |

## 車輛復修
九巴於3月將一輛剛退役的丹尼士巨龍12米訓練巴士DC1148保留，並在九巴屯門總修中心進行復修工程，將巴士回復至九十年代初服役時的外貌。該車車身髹回當年熱狗車身色彩，並裝回在改為訓練巴士時拆去的乘客座椅。

## 紀念商品

### 巴士模型
九巴推出「九巴80週年限量版巴士模型連八達通套裝」，套裝包括「丹拿A型」以及以巴士舊車票為主題的特別版八達通卡。首批300份於九巴傑出車長選舉總決賽當天公開發售，第二批則首先讓員工內部優先訂購，及預留模型證書編號，然後再6月3日於九巴顧客服務中心公開發售600份。同時，九巴將特別版八達通卡派發予員工作紀念。
其後，九巴推出八輛復古巴士的1:76巴士模型和Q版巴士玩具，並以廣告的上畫次序公開發售。

### 《九巴同行八十年》書籍
九巴於2013年7月香港書展舉行期間，與三聯書店（香港）合作推出書籍《九巴同行八十年（1933-2013）》 ，由著名香港史研究者高添強執筆，以城市發展的角度析述九巴發展。配合新書發行，兩公司於7月17日在書展會場舉辦「九巴走過的香港歲月」座談會，由高氏主講，並安排多位九巴退休及現職員工分享。
書展期間，九巴將一輛富豪B9TL（AVBWU66／PV2956）及一輛Enviro500 MMC（ATENU27／SB8492）披上該書廣告作宣傳。
三聯於2014年1月推出該書的英文版本《80 Years with KMB (1933-2013)》，定價HK$180，惟並未大肆宣傳其出版。

## 報章特刊
九巴於2013年4月12日於多份報章刊登中文版多頁全版彩色廣告特刊，內容包括九巴歷史回顧、仿古車身色彩巴士介紹、九巴之友招募、員工訪談、科技創新、歷史文物募集成果等。特刊內亦載有多間公司的祝賀廣告，當中包括城巴新巴、港鐵公司、亞歷山大丹尼士、富豪巴士、康明斯、日本電裝、80M巴士專門店等機構。
不過有巴士迷發現中文版廣告特刊內容有多處錯漏，如仿古車身色彩介紹一頁中，富豪奧林比安非空調巴士（Template:BMK／GK9636）之相片被錯標為「丹拿珍寶FE33AGR」，而丹拿珍寶的相片卻被標示為「七十年代實施以錢箱收取車費的丹拿A型雙層巴士」。

## 《伴你同行：香港巴士故事》展覽
康樂及文化事務署與九巴合作，於2013年9月25日至11月11日在香港歷史博物館一樓大堂舉辦《伴你同行：香港巴士故事》展覽，展出該館巴士相關藏品以及由九巴和收藏家提供的文物，加上歷史相片及影片，向公眾介紹本港公共巴士服務80年來的演變。在展覽的同時亦舉辦了問答比賽及攝影比賽，答中問題而被抽中者可獲邀參觀九巴車廠。
展覽期間，九巴將三輛富豪超級奧林比安披上有關廣告宣傳。
九巴籌劃展覽時，將該公司保留的一輛開篷丹拿E型巴士（D550／AD7456）車頭部份拆出，並將之運往展覽場地展出。此舉起巴士迷批評，指該車屬歷史陳跡，加上仍可驅動，九巴的做法無異於破壞文物。經傳媒報道後，九巴回應指該車已荒廢多年，加上該公司已經保存並復修同一型號的巴士（即D430／AD7336），所以將其部份拆除。展覽完結後，九巴將車頭部份裝回。

## 車輛展覽
在《伴你同行：香港巴士故事》展覽舉行的同時，九巴安排該公司保留多年的兩輛古董巴士由展覽首日起在香港歷史博物館地下廣場展出，供市民觀賞及拍照，直至10月14日為止。
兩輛展出的古董巴士分別為一輛亞比安維京EVK41L巴士（L308／BM248），以及本身屬歷史博物館藏品但交回九巴保管的「烏嘴狗」的丹拿A型（D26／4961）。首日九巴邀得財政司司長曾俊華及影星甄子丹參與開幕儀式。
為免古董巴士在路上行走時引起市民哄動以致交通受阻，巴士於清晨五時便分別由兩輛工程車帶領及殿後，由工程人員運到會場。當中「烏嘴狗」由拖車拖往會場，亞比安維京EVK41L則由廠務車長駕駛。由於「烏嘴狗」車身高度與博物館外行人天橋相若，工作人員須即場為丹拿A型巴士換上細一點的車輪，以便於橋下通過。
適逢英國倫敦運輸局（Transport for London）派出一輛俗稱「Borismaster」的「New Bus for London」（NBfL）混能巴士（LT3／LT61CHT）到港並交由九巴保管，該公司遂安排兩輛古董巴士在展期完結翌日（10月15日）與該輛倫敦巴士一同於西九文化區海濱長廊C區空地展出作「世紀會面」，供公眾一睹三輛來自不同時代的英國巴士之風采。三輛巴士在當日清晨離開歷史博物館展區後，先駛往尖沙咀碼頭供傳媒拍攝，然後方前往西九文化區。

## 外部連結
- 九巴網站：九巴情載80年（页面存档备份，存于）
- 九巴網站：全城大募集（页面存档备份，存于）